# Anne Krigsvoll
Anne Katharine Krigsvoll, född 4 februari 1957 i Trondheim, är en norsk skådespelare.
Krigsvoll debuterade 1982 vid Nationaltheatret, där hon var anställd 1982–1985 och från 1987; 1985–1986 var hon vid Fjernsynsteatret och 1986–1987 vid Trøndelag Teater. Vid Nationaltheatret har hon gjort sig bemärkt i en rad stora roller, bland annat i Jean Anouilhs Navlen, den särpräglade uppsättningen av Euripides Trojanskorna, Botho Strauss Parken och som Idun Hov i uppsättningen av Skammen efter Bergljot Hobæk Haffs roman (Heddaprisen 1998–1999). År 2002 gästade hon Oslo Nye Teater som Martha i Edward Albees Vem är rädd för Virginia Woolf?, som även visades i norsk TV.
Hon har också haft betydande roller i norsk film, bland annat i Papirfuglen (1984), som modern i Lars i porten (1984) och For dagene er onde (1991). Mest känd är hon emellertid från TV-filmerna August Strindberg: Ett liv (1985), där hon spelade Harriet Bosse, Av måneskinn gror det ingenting (1987, Amandaprisen) och serien Off-Shore (1996–2000).

## Filmografi i urval
- 1984 – Lars i porten
- 1985 – August Strindberg: Ett liv (TV)
- 1992 – Mysteriet med det levande liket (TV-serie)
- 1993 – Stella Polaris
- 1996 – Aldri mer 13!
- 1996 – Stick i hjärtat
- 2000 – Ballen i øyet